# کنفرانس قاهره

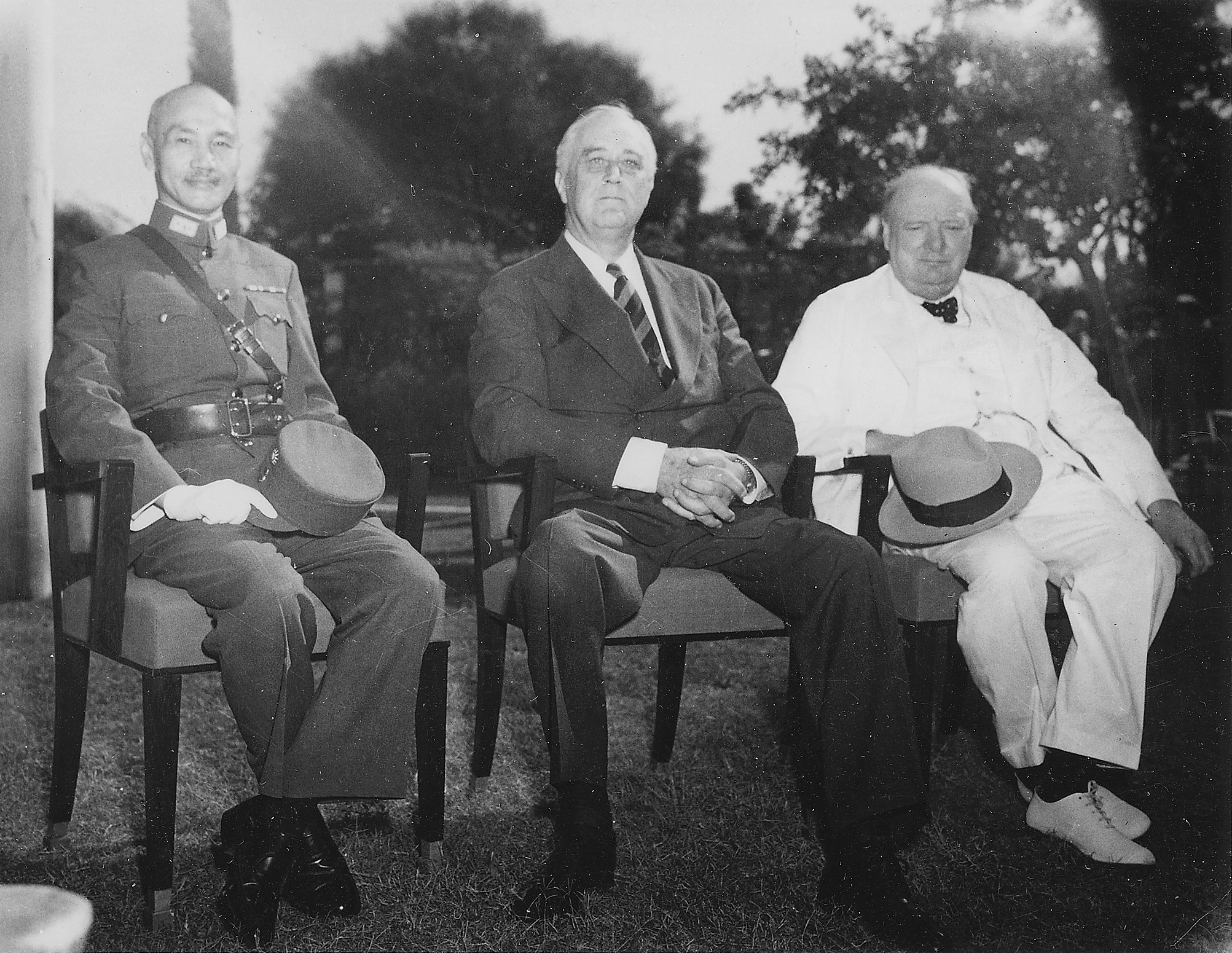
ژنرال چیانگ کای‌شک، فرانکلین دلانو روزولت و وینستون چرچیل در کنفرانس قاهره، ۲۵ نوامبر ۱۹۴۳

کنفرانس قاهره کنفرانسی بود که از ۲۲ تا ۲۶ نوامبر، سال ۱۹۴۳، در پایتخت مصر، قاهره برگزار شد. موضوع مورد بحث در این کنفراس موضع گیری نیروهای متفقین در برابر امپراتوری ژاپن در جنگ جهانی دوم و تصمیم‌گیری در مورد مسائل پس از جنگ در آسیا بود. این جلسه با حضور فرانکلین دلانو روزولت، وینستون چرچیل و سپهسالار چیانگ کای شک از جمهوری خلق چین (۱۹۴۹–۱۹۱۲) برگزار شد. رهبر اتحاد جماهیر شوروی سوسیالیستی ژوزف استالین حاضر به شرکت در این کنفرانس نشد زیرا که احتمال می‌داد حضور ژنرال چیانگ، سبب تحریک ژاپن ضد اتحاد جماهیر شوروی شود. (یک قرارداد پنج سالهٔ بی‌طرفی میان این دو کشور بنام پیمان بی‌طرفی اتحاد جماهیر شوروی و ژاپن در سال ۱۹۴۱ به امضاء رسیده بود و در سال ۱۹۴۳ اتحاد جماهیر شوروی در حالت جنگ با ژاپن نبود، در حالی که چین، انگلستان و ایالات متحده آمریکا در حالت جنگ با ژاپن بودند.)

## پیش زمینه
این کنفراس در حالی برگزار شد که پس از عقب‌نشینی ژاپن از جزایرگوادال‌کانال و شروع حملات شدید آمریکا علیه ژاپن در جزایر سلیمان ناحیه شرق گینه نو این کشور قدرت دفاعی خود را به‌طور کامل از دست داده بود. در اروپا نیز در هشتم سپتامبر ایتالیا تسلیم بدون قید و شرط نیروهای متفقین شده بود. همچنین حمله به آلمان توسط شوروی بیش از پیش شدت گرفته بود. این شرایط ایجاب می‌کرد که تصمیمات جدیدی در مورد سیاست‌های جنگی و مسائل پس از جنگ اتخاذ گردد. این کنفرانس به دنبال و در ادامهٔ نشستی بود که در اواخر ماه اکتبر با شرکت وزیران امورخارجه سه کشور روسیه، آمریکا و انگلستان در مسکو برگزار شد.

## موارد مورد توافق
به‌طور عمده در این کنفراس بر سر موضوعات زیر توافق صورت گرفته و به امضاء رسید:
1. هدف اصلی جنگ از این پس متوقف کردن حملات ژاپن است.
2. تمامی مناطقی که ژاپن پس از پایان جنگ جهانی اول در اقیانوس آرام متصرف شده، باید بازپس داده شود.
3. تایوان و منچوری که توسط ژاپن غصب شده، به چین بازپس داده شود.
4. کشور کره باید استقلال خود را از ژاپن به دست آورد.
5. تا تسلیم بدون قید و شرط ژاپن جنگ باید ادامه یابد.[۲]